# Cyrtandra cryptantha
Cyrtandra cryptantha är en tvåhjärtbladig växtart som beskrevs av Rudolf Schlechter. Cyrtandra cryptantha ingår i släktet Cyrtandra och familjen Gesneriaceae. Inga underarter finns listade i Catalogue of Life.